# Evelyn Joshua
 (juin 2024).
Evelyn Joshua, née le 17 décembre 1968, est une pasteure nigériane, une personnalité médiatique et une entrepreneure. Elle est l'épouse de TB Joshua et lui succéda à la tête de la Synagogue de l'Église de Toutes les Nations (SCOAN) après sa mort en 2021.

## Biographie

### Ministère
En septembre 2021, la SCOAN nomme Evelyn comme sa nouvelle dirigeante.

## Vie privée
Evelyn est mariée à TB Joshua de 1990 jusqu'à sa mort en 2021.